# Asio
Asio је род птица који припада фамилији правих сова. Распрострањене су по читавом свету, сем на Антарктику и у Аустралији.

## Опис
То су птице средње величине, 30—46 центиметара дугачке, а распон крила им је 80—103 цм. Имају дугачка крила и карактеристични фацијални диск.
Две северне врсте су делимично миграторне, тако да се у зимским периодима спуштају јужније од свог станишта или лутају у потрази за храном. Са друге стране, врсте које живе у тропима су углавном станарице.
Птице из овог рода су углавном ноћне, али врсте са краћим ушима су и вечерње. Већина врста прави гнездо на земљи, али утина (Asio otus) често заузима и стара, напуштена гнезда гаврана, свраке и разних јастребова.
Лове на отвореним пољима и пашњацима, хранећи се углавном глодарима, другим малим сисарима и птицама.

## Систематика
- - често је стављају у  или
- [1]